# Seddouk
Seddouk (en tifinagh : ⵙⴷⴷⵓⵇ, en arabe : صدوق) est une commune algérienne située dans la wilaya de Béjaïa, en région de Kabylie.

## Géographie

### Situation
Seddouk est située sur la rive droite de la vallée de la Soummam, en Kabylie :
| Ouzellaguen | Souk-Oufella, Leflaye | M'cisna      |
| Ouzellaguen | Seddouk               | M'cisna      |
| Akbou       | Amalou                | Beni Maouche |

### Transports
La commune est desservie par la route nationale 74 (de la Soummam vers la RN 75 qui rejoint Sétif) et par le CW 141 qui redescend de la ville de Seddouk vers la Soummam (en amont).

### Localités de la commune
Outre la ville de Seddouk, chef-lieu de la commune, les principales agglomérations secondaires composant la commune sont Takaatz, Tibouamouchine, Bouikni, Seddouk Ouadda, Sidi Mouffok, Akhenak, Seddouk Oufella, Zounina et Ighil N'Djebar.
À sa création dans ses limites actuelles en 1984, la commune est composée des localités suivantes : Seddouk, Azib Ouameur, Takaatz, Takhelicht, Sidi Moufok, Akhnak Tiguerniouine, Laazib Rouchet, Laazib Michen, Azib Mohli, Larbi Ben M'Hidi, Ighil N'Djiber, Tibouamouchine, Seddouk Ouada, Seddouk Ouféla, Tighilt Oumtchim, Ighil Ouchekrid et Zounina.

### Relief, géologie, hydrographie
La commune est située sur la rive droite de la Soummam, qui la délimite au nord-ouest ; elle s'élève sur le versant Est de la vallée.
Elle est surplombée par un sommet à 1400 mètres d'altitude.

## Toponymie
Le nom de Seddouk est un anthroponyme, nom de l'ancêtre fondateur du lieu ; il est à rapprocher du mot arabe ṣaddik, habituellement attribué aux saints musulmans et signifiant « véridique », « fidèle », « juste ". Le nom vient d'un ancêtre prénomme "Saddek" ayant fui la Kalaa des Beni Hammad dans la wilaya de Msila pour s'installer dans la région.
Une appellation ancienne de Seddouk, Tizi L'Djemâa, est encore employée par les personnes âgées. Avant d'être appelé Tizi L'Djemaâ, le chef-lieu de la commune portait le nom de Tizi Eddib. On l'appelle, encore, couramment "lfilaj", le village, en référence au village colonial créé après l'insurrection de 1871. De très lourdes amendes ont été infligées aux populations ayant participé à l'insurrection de 1871. Les meilleures terres "houbous", de la zaouia de Cheikh Aheddad ont été divisé entre colons. Il y a eu 22 parts parcelles (archives personnelles)
En 1905, en place et lieu de la zaouia de Cheikh Aheddad, une école a été créée. 
En 1929, Seddouk devient commune.

## Histoire
Dans les années 1860, Seddouk devient un lieu central de la confrérie de la Rahmaniya, alors dirigée par un marabout local, le cheikh El Haddad (ou cheikh Aheddad).
Seddouk joue un rôle important au début de l'insurrection de 1871, dirigée par le cheikh El Haddad et le cheikh El Mokrani (bachagha de la Medjana) contre la colonisation française de l'Algérie.

## Démographie
La commune de Seddouk comptait environ 36 000 habitants en 2010.

## Administration et politique
La commune est dirigée par une assemblée populaire communale (APC) de dix-neuf membres et présidée par un président (maire).

## Économie
L'économie de la commune s'appuie essentiellement sur le secteur du commerce de détail et des transports. La commune abrite une zone d'activités (ZAC), plusieurs entreprises sont installées (Amimer Énergie...).
Elle est aussi caractérisée par l'agriculture basée sur la polyculture et l'élevage. Le cheptel est composé de bovins, dont la plupart des têtes sont élevées pour la production laitière ou la viande. On y élève également des chèvres et des moutons.
La commune est réputée pour ses fromages (Tomme, Bleu, fromages de chèvre...).

## Personnalités liées à la commune
- cheikh El Haddad (1790-1873), chef de confrérie de la Rahmaniya, y est né.
- Azerzour, chanteur algérien, y est né.